# اوفه المان-جنسن
اوفه المان-جنسن (انگلیسی: Uffe Ellemann-Jensen; ۱ نوامبر ۱۹۴۱ – ۱۸ ژوئن ۲۰۲۲) سیاست‌مدار اهل دانمارک بود. وی از ۱۰ سپتامبر ۱۹۸۲ تا ۲۵ ژانویه ۱۹۹۳ وزیر امور خارجه این کشور بود.
اوفه المان-جنسن در ۱۸ ژوئن ۲۰۲۲، در سن ۸۰ سالگی بر اثر سرطان پروستات درگذشت.
وی همچنین برندهٔ جوایزی همچون نشان دنبرو شده‌است.